# Jean Rous
Jean Rous (Prada de Conflent, 24 de novembre del 1908 - Perpinyà, 21 de febrer del 1985) va ser un advocat, periodista i escriptor nord-català. Trotskista durant un temps, participà en la vida del POUM.

## Biografia
Va estudiar Dret, com el seu oncle Joseph Rous, diputat del 1932 al 1942 i Conseller general del 1931 al 1955. Establert a París, hi va fundar, juntament Ludovic Massé, Horaci Chauvet i Joseph Delteil la revista Les 2 magots; anteriorment, a la seva Prada natal ja hi havia creat una revista L'avant-garde. Esdevingué adjunt parlamentari del seu oncle diputat i creà el comitè pacifista "Amsterdam-Pleyel" per la victòria del socialisme a Europa. En el període 1934-1939, Rous va ser persona de la confiança de Lev Trotski, a qui acompanyà al seu exili a Noruega i de qui en fou advocat. Fou enviat per aquest a Espanya, on conegué Andreu Nin i fou present en la fundació del POUM. De tornada a París el 1940, el 1941 s'hagué d'amagar a Catllà al Conflent, després de ser condemnat a sis mesos de presó. Després de la guerra passà breument per la SFIO, d'on en sortí el 1948, participà en el RDR i estigué en la fundació (per escissió) del PSA i en la del PSU.
Durant un temps assessorà el president senegalès Senghor (a qui havia conegut a la SFIO, amb qui havia fundat el "Congrès des peuples contre l'impérialisme" el 1948 -Rous en fou Secretari General- i amb qui havia participat en l'efímera vida del RDR). Posteriorment s'establí a Menton el 1968 i es feu franc-maçó. Durant cinc anys va ser membre del comitè director del PS (1973-1977). El 1976 tornà al Rosselló, a Perpinyà, i als anys 80 treballà per la defensa de la regió catalana. Fou president d'honor de la Unió per la Regió Catalana. i en les seves darreries publicà Rennaissance et mission de la catalanité (1991), un testament polític on reivindicava el ple reconeixement de la identitat catalana pels poders públics.

Publicà diversos llibres de temes polítics i de la descolonització. També feu articles per a Franc-Tireur, Esprit, Les temps modernes, La tribune des peuples, Vingtième siécle. A Pià hi ha un col·legi amb el nom Jean Rous En morir Rous, Senghor en digué: 
| «                       | Avui l'Àfrica entera es reuneix per retre homenatge a Jean Rous, el militant socialista, però també l'escriptor, l'humanista de la civilització universal | » |
| — The Federalist (1986) | |   |

## Obres
- Espagne 1936 - Espagne 1939. La révolution assassinée Paris: Librairie du travail, 1939
- Troisième force? Ed. de la pensée socialiste, 1948
- Tunisie... attention! Paris: Deux Rives, 1952
- Chronique de la décolonisation Paris: Présence africaine, 1965
- Leopold Sedar Senghor un president de l'Afrique nouvelle Paris: John Didier, 1967
- Itinéraire d'un militant Paris: Jeune Afrique Edition, 1968
- Habib Bourguiba: l'homme d'action de l'Afrique Paris: John Didier, 1969
- Tiers Monde: réforme et révolution Paris: Les nouvelles éditions africaines, 1977 ISBN 2708703447 (ressenya)
- Marc Ferro, Jean Rous, Jean-Marcel Bichat Les Révolutionnaires communistes à la conquête du pouvoir : L'espoir d'un siècle Paris: Martinsart, 1978
- Jean Rous, Dominique Gauthiez Un homme de l'ombre Paris: Cana, 1983 ISBN 2863350382
- Habib Bourguiba Paris: Martinsart, 1984 ISBN 2863452355
- Renaissance et mission de la catalanité Les Amis de Jean Rous, 1991

## Videografia
- Serge Lemkine Portrait de Jean Rous Paris: Centre national de documentation pédagogique, 1983